# ジャージー法
ジャージー法（ジャージーほう、英: law of Jersey, 仏: droit jersiais）は、いくつもの異なる法的伝統による影響を受けてきたが、特に影響を及ぼしたのが、ノルマン慣習法、イングランド法のコモン・ローおよび近代フランス民法である。ジャージー代官管轄区は、連合王国（イギリス）の法域とは異なる法域であり、ガーンジーなどの他のチャンネル諸島の法域とも（歴史的な発展過程は共通ではあるものの）異なる法域である。ジャージーの法制度は、いわゆる混合法系であり、法源はフランス語および英語により記述されているが、1950年代以降においては、この法制度における主たる作業言語は英語である。

## 法源

### ジャージー議会の議決した制定法
ジャージーの立法府であるジャージー議会（the States of Jersey）は、ほとんどの分野について制定法を制定する。

#### 法律

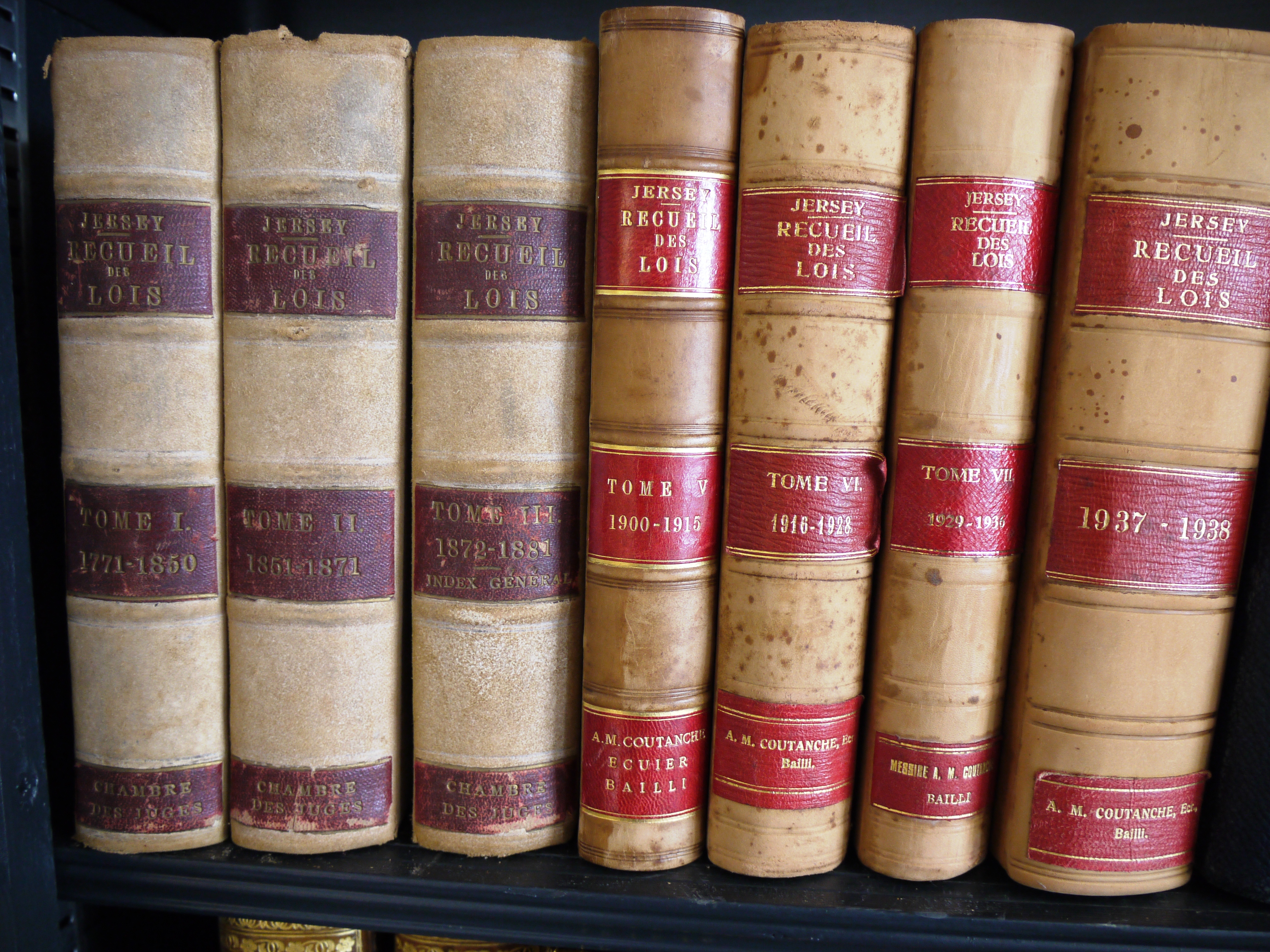
1771年以降の”Recueil de Lois de Jersey”（ジャージー法律集）

議会による制定法の最上位の形態が「法律」（Law）である。提案される法律の内容が議論を呼ぶことが見込まれる場合には、当該事項について新たに立法を行うことが一般的に望ましいか否かについて、法律が起草される前に議論が行われることがある。法律を制定する手続はジャージー議会議事規則（the Standing Orders of the States of Jersey）において定められている。ひとたび法律が起草されると、法律案（projet de loi）として立法手続が開始されるが、これを議会に提出することができるのは、大臣（Minister）、議会議員（States Member）、審査委員会（scrutiny panel）または行政教区長委員会（the Comité des Connétables）である。第一読会（first reading）の段階では、当該法律案の題名が読み上げられた後、当該法律案は書記課に提出され（lodged au Greffe）、議員には法律案を読むための期間として2週間から6週間が与えられる。2000年人権（ジャージ－）法16条の下で、法律案を書記課に提出した大臣その他の者は、当該法律案の条項が欧州人権条約上の権利と調和するものである旨を表明する書面を作成するか、または、（彼または彼女は）調和性を表明することができないがそれでもなお議会が当該法律案を続行することを欲する旨を表明しなければならない。次の第二読会（second reading）段階では、議会の議院において正式な議論が行われ、その期間中に議員らは当該法律案の基本的事項について検討し、そのうえで詳細についての審査を行う。第三読会（third reading）段階は起草上の過誤を正す機会である。最後に、議員らの議決により当該法律は議決される。
当該法律は伝達のため副知事（Lieutenant Governor）室を経てロンドンに提出され、そこで司法省（Ministry of Justice）の官僚が当該法律の審査を行う。2010年には、庶民院司法委員会が英国政府のこのやり方を強く批判し、「ジャージー諸島は、自身の法務官ら（Law Officers）および議会顧問（Parliamentary Counsel）から適切な助言を受けるに留まらない。審査の憲法上の根拠に限定しないある種の立法の監視を行うことは、…司法省のリソースの奇妙な利用のように思われる。」との判断を下した。この手続には数ヶ月を要することがある。2011年にあった異例なこととして、議会の元老院の議員数を減少させようとする法律に反対する運動を行う者が、女王に裁可（en:Royal Assent）の拒絶を助言するよう英国政府に対して請願を行った。ひとたびロンドンにおける正式な審査が完了すれば、当該法律は、枢密院の会議において女王に対して裁可（Royal Assent）を得るべく正式に提出される。枢密院の会議は、通常、バッキンガム宮殿かウィンザー城において開催される。
法律が裁可を得た後は、最終段階として、ジャージー国王裁判所において登録を受ける。この時点で、当該法律は成立する（passed）ことになる。当該法律はこうしてジャージーの担当大臣の定める日において施行される。法律の成立と施行の間に相当な遅延が生じ得る場合として、例えば、公務員の研修を要する場合や、コンピュータ・システムの設置を要する場合、新制度に資金を要する場合などがある。
議決され成立した法律は、ジャージー法律集（Recueil de Lois de Jersey ）として公刊されるとともに、ジャージー法律情報委員会（Jersey Legal Information Board）により「Jersey Law」ウェブサイトにおいてオンラインで公開される。

#### その他の種類の制定法
ジャージーにおいては、法律以外の種類の制定法も存在する。 
規則（Regulation）
法律において議会に対して指定された法律の施行のために法的拘束力のある準則を制定する権限が委任された場合に用いられる。
三年間規則（Triennial Regulation）
18世紀以降、ジャージー議会は、3年間を上限として臨時の規則を制定する権限を有する。
命令（Order）および規則（Rule）
法律に定められた権限の範囲内で、一般的には大臣により制定される。

### 慣習法
ジャージーの法制度において、慣習は法源の1つである。これは、「一般に受容された慣例および慣行の産物（the product of generally accepted usage and practice）」であり、「当該共同体内の意見の一般的合意を除いて、その背後には正式な制裁または権限は存在しない。（It has no formal sanction or authority behind it other than the general consensus of opinion within the community.）」と説明されてきた。イングランド法のコモン・ローにおいては上級の裁判所の裁判官により宣言された準則が裁判官により宣言されたが故に拘束力のある法となるのとは異なっている。慣習法における司法府の役割は、何が「一般に受容された慣例および慣行」であるかの証拠を探求することである。
慣習法上の多くの準則は、（国王裁判所による反復される確認を通じて、かつ、人々がそのように行動することにより、）皆が議論を経ずとも拘束力を有するものと受容する限りにおいて、明確化されてきた。行政教区（Parished）の境界、代官（Bailiff）の存在、ならびに土地の占有および相続に関する種々の準則は、このカテゴリーに分類される。慣習法の多くの準則は、注釈者（Commentators）の文献やジャージーの裁判所の判例法において議論されていることが確認できる。注釈者の著作が取り扱っていない場合には、ジャージーの裁判所は事実的証拠により「一般に受容された慣例および慣行」を確認する。
ノルマンディー公国の慣習法は、ジャージーは1204年にノルマンディーから離脱したにもかかわらず、ジャージーにおける法源として部分的に影響を及ぼしている。ノルマン法はの発展は大きく2つの時代に分かれる。「古慣習法（Ancienne coutume）」時代（1199年～1538年）と「新慣習法（Coutume reformée）」時代（1538年～1804年）である。

#### ノルマンディー古慣習法
中世ヨーロッパの北部・西部諸地域は、「主たる法源が比較的定着し確立された慣習、慣例および慣行である領域的区画のパッチワークであった」。ノルマン法は、封建社会における口承の伝統と反復される慣行を基礎とするものであったノルマンディー古慣習法を説明した文書で知られている中で最古のものは、「ノルマンディーの最も古き慣習法集（Très-ancienne coutumier de Normandie）」であり、最初はおおよそ1199年から1223年にかけてラテン語で筆記されたものである。これがフランス語に翻訳されたのが、おそらく1230年ごろのことである It is thought to be the work of scholars or court officials, designed to be a manual for legal practitioners. A modern edition was compiled from various sources in 1903 by Professor E.J. Tardiff.

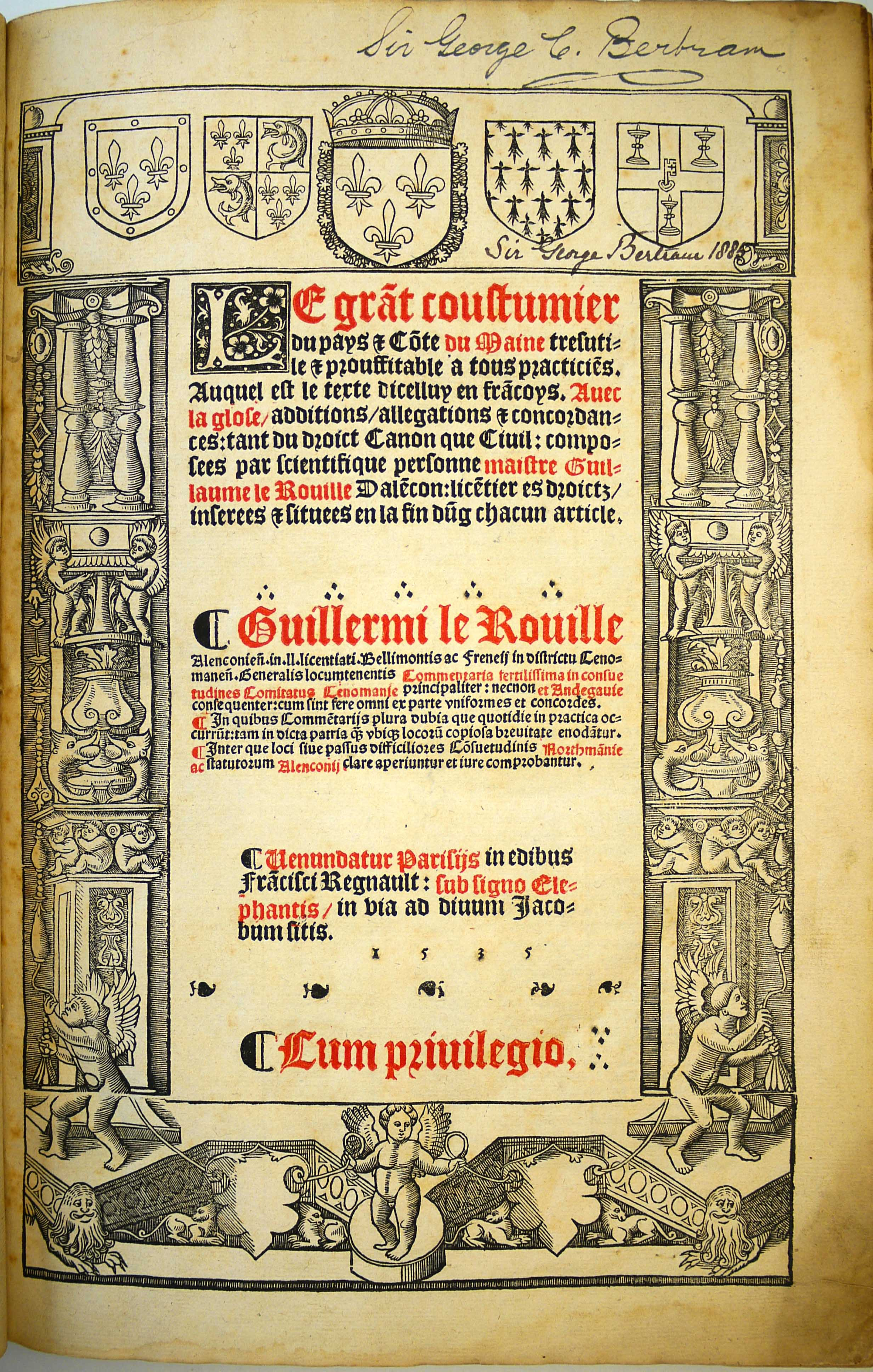
ル・ルイイェによる1535年のメーヌ慣習法の注釈書

ジャージー法にとってより重要なのは「ノルマンディーの大慣習法集（Grand coutumier de Normandie）」であり、これは1245年から58年の期間に書かれたもので、原典はラテン語の写本（「ノルマン法律概説（Summa de Legibus Normanniae）」）である。最初に印刷された版は1438年まで下る。この文献は、ノルマンディーの法と慣習を125箇条で説明したものである。おそらく原典の編纂者は「個人の法律実務家か法律研究者であり、いかなる意味においても公的な著作ではなかった」。
1309年にエドワード2世が裁判官をジャージーに派遣した時、ジャージの人々は「いかなる法の適用を受けると主張するのか、イングランド法か、ノルマンディー法か、それとも自身の何らかの特別な慣習か、と尋ねられた。彼らは『ノルマンディー法である』と回答し、裁判官に対し、ノルマンディー法がよく具体化されている『Summma of Malcael』［大慣習法集のジャージー名］を参照するように述べた。しかし、彼らは加えて、後に大いに苦労をもたらす一節を述べた。『ただし、我々がこの島において超記憶時代から用いられる一定の慣習を有する場合には、この限りではない』」。
16世紀には、大慣習法集の2つの注釈書がノルマンディーで書かれ、ジャージー法に影響を及ぼした。ギヨーム・ルイイェ・オブ・アレンソン（Guillaume Rouillé of Alençon）（ル・ルイイェとも）は、Le Grant Coustumier du pays & duché de Normendie : tres utile & profitable a tous practiciens（ノルマンディー公爵領の大慣習法：全ての実務家にとって非常に有用かつ有益） (1534; 1539) の著者である。彼はさらに隣接するメーヌについても注釈書を著した。
ギヨーム・テリエン（Guillaume Terrien）のCommentaires du droit civil, tant public que privé, observé au pays et Duché de Normandie（市民法注釈書―公法および私法―ノルマンディー公爵領を観測して）が最初に出版されたのは1574年である。ドーズ（Dawes）の説明によれば、「テリエン自身の著作は、大慣習法集の文章を選択して彼の配列に沿った順序で挿入し（全く異なる文章の切り貼りにまでさえ及ぶ）、そのうえで出来上がった合成物に注釈をしたものである。この注釈書については後の著作家が「Additio」で始まる注記を行っており、その回数はラテン語以外のものよりも多い」。大慣習法集のテキストは、近代的なバージョンが2つ作られている。最初のものはウィリアム・ローレンス・ド・グルシ（William Laurence de Gruchy）終身治安判事（Jurat）によるもので、題名は「L’Ancienne Coutume de Normandie: Réimpression, éditée avec de légères annotations（ノルマンディー古慣習法：若干の注付きで編集された再版）」である。これは、ル・ルイイェの1539年版をベースにしたもので、フランス語テキストとラテン語テキストを2列に対照しながら並べる形式を用いている。2009年には、ラテン語テキストのJ・A・イヴラード（E.A.Everard）による英訳も出版されている。

#### ノルマンディー新慣習法

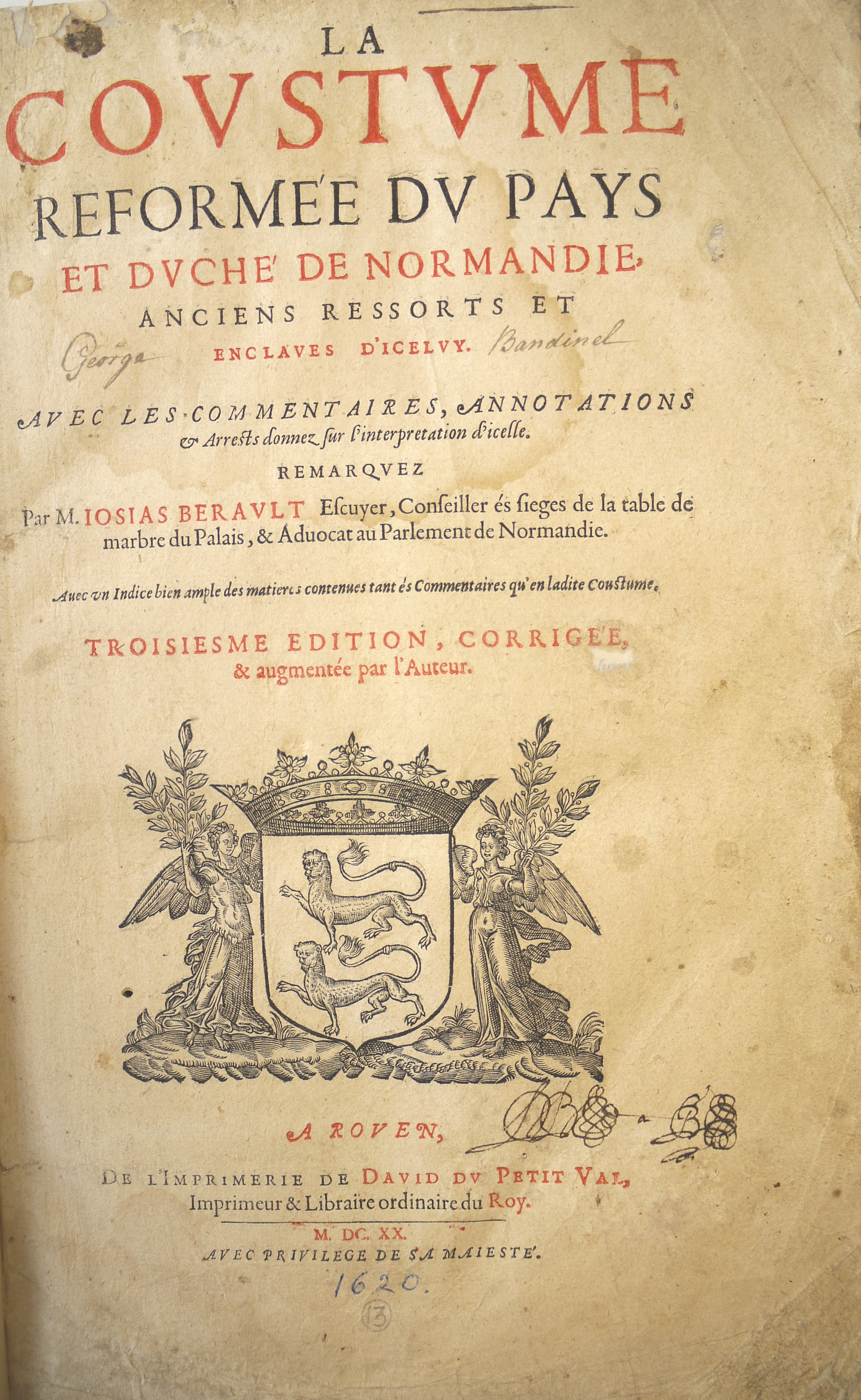
ベローの1620年の注釈書

ノルマン慣習法の発展の第2の時代は1583年から1804年までであり、「新慣習法（Coutume reformée）」という。1453年に、シャルル4世の命によりフランス全土の慣習法が「編纂」されることとなった。換言すれば、王権の下で体系的に発表され承認されるのである。ノルマンディー公爵領はフランス全土の中でこの命に従った最後の領域であるが、新たなテキストがようやく起草され国王の承認を得たのは、1585年、アンリ2世の治世であった。
2つの理由により、新慣習法はジャージーとの関連は薄いと思われるかもしれない。これが作られたのはジャージーが正式にノルマンディー公爵領から離脱してから380年も後であるし、しかもこれを承認したのはフランス王である。にもかかわらず、ジャージーの弁護士や裁判所はしばしば新慣習法に言及しており、数世紀にもわたるジャージー法への同化によって、これはジャージー法の法源と認められたのである。
新慣習法の注釈者としては、以下の者がある。
- アンリ・バスナージュ・ド ・フランケスネ（Henri Basnage de Franquesnay）[25]
- ジャック・ル・バトリエ・ダヴィロン（Jacques Le Batelier d’Aviron）
- ジョジア・ベロー（Josias Bérault）[26]
- ジャン＝バプティスト・フロー（Jean-Baptiste Flaust）[27]
- ジャック・ゴドフロワ（Jacques Godefroy）
- ダヴィド・ウアール（David Hoüard）[28]
- シャルル・ルティエ（Charles Routier）[29]

なお、フランス国内においては、慣習法は1804年にフランス全土にわたる統一的な民刑事の諸法典の施行により廃止されている。

#### 慣習法についてのジャージーの注釈者
フランスで著された注釈書に依拠するだけでなく、ジャージーにも慣習についての固有の法律文献がある。17世紀には、ジャン・ポンデスト（Jean Poingdestre） (1609–1691) とフィリップ・ル・ ジェ（Philippe Le Geyt）(1635–1716) がいくつかの著作を著している。 C・S・ル・グロ（C.S. Le Gros）が20世紀に著したTraité du Droit Coutumier d l'Ile de Jersey（ジャージー島慣習法概論）のいくつかの章も今なお適切である。

#### 制定法による慣習法の改革
慣習法上の多くの準則は、19世紀後期から20世紀にかけて制定法により改正され廃止されてきた。その例として、以下のものがある。
- 「慣習法のいかなる準則であれ、国王裁判所（the Royal Court）の面前で成立した不動産の譲渡のための契約は、譲渡人が契約成立後40日以内に死亡したときは、場合によっては、その相続人または受遺者の求めにより無効とされ得る、とするものは、廃止される。」（1984年慣習法改正（第2号）（ジャージー）法）
- 慣習法上は成年年齢は20歳であるが、1999年成年年齢（ジャージー）法はこれを18歳に引き下げた。
- 「慣習法上の準則であって内縁者への贈与は全て無効とするものは、この法律により廃止する。」（1993年遺言及び相続（ジャージー）法）
- 慣習法は、ある者のための／に対する訴因（cause of action）がその者の死後においてもその者の財産（estate）の利益のために／に対して存続することを許容していなかったが、1948年慣習法改正（ジャージー）法はこれを逆転させた。
- année de jouissance （遺言執行者（executor）が動産（moveable estate）の管理中に生じた収益を1年と1日にわたって得る権利）は1993年遺言及び相続（ジャージー）法により廃止された。

### イングランド法およびフランス法の影響
ジャージー法は分野によっては、例えば過失不法行為法（negligence law）や行政法（administrative law）は、イングランド法のコモン・ローの影響を強く受けている。それ以外の法領域では、特に契約法については、ジャージーの裁判所はフランス民法を考慮することがある。

### 人権
2000年人権（ジャージー）法（The Human Rights (Jersey) Law 2000）は、連合王国の1998年人権法（Human Rights Act 1998）にほぼ沿ったものであり、ジャージーの裁判所に対して、制定法を解釈するに当たっては、可能な限り、欧州人権条約により保障される権利および自由に調和するようにすることを求めている。また、ジャージーの公共団体は同条約上の権利を遵守して行動しなければならない。
2012年1月には、ジャージーは同性間市民パートナーシップを認める法律を制定した。

## ジャージー法の言語
20世紀の間に、ジャージーの法制度における主たる作業言語はフランス語から英語に移行した。1930年代より前は、議会において成立したほとんど全ての制定法はフランス語であった。その後、フランス語は、新たな制定法が当初フランス語で起草された制定法を改正する場合にのみ用いられることとなった。
不動産の譲渡を行うには、2006年10月まではフランス語で書かれた契約書が用いられたが、その後、契約書は英語とすることが求められることとなった。ジャージーにおいて用いられるいくつかの単語や表現は、標準フランス語とは異なっている。

## 判例と判例集

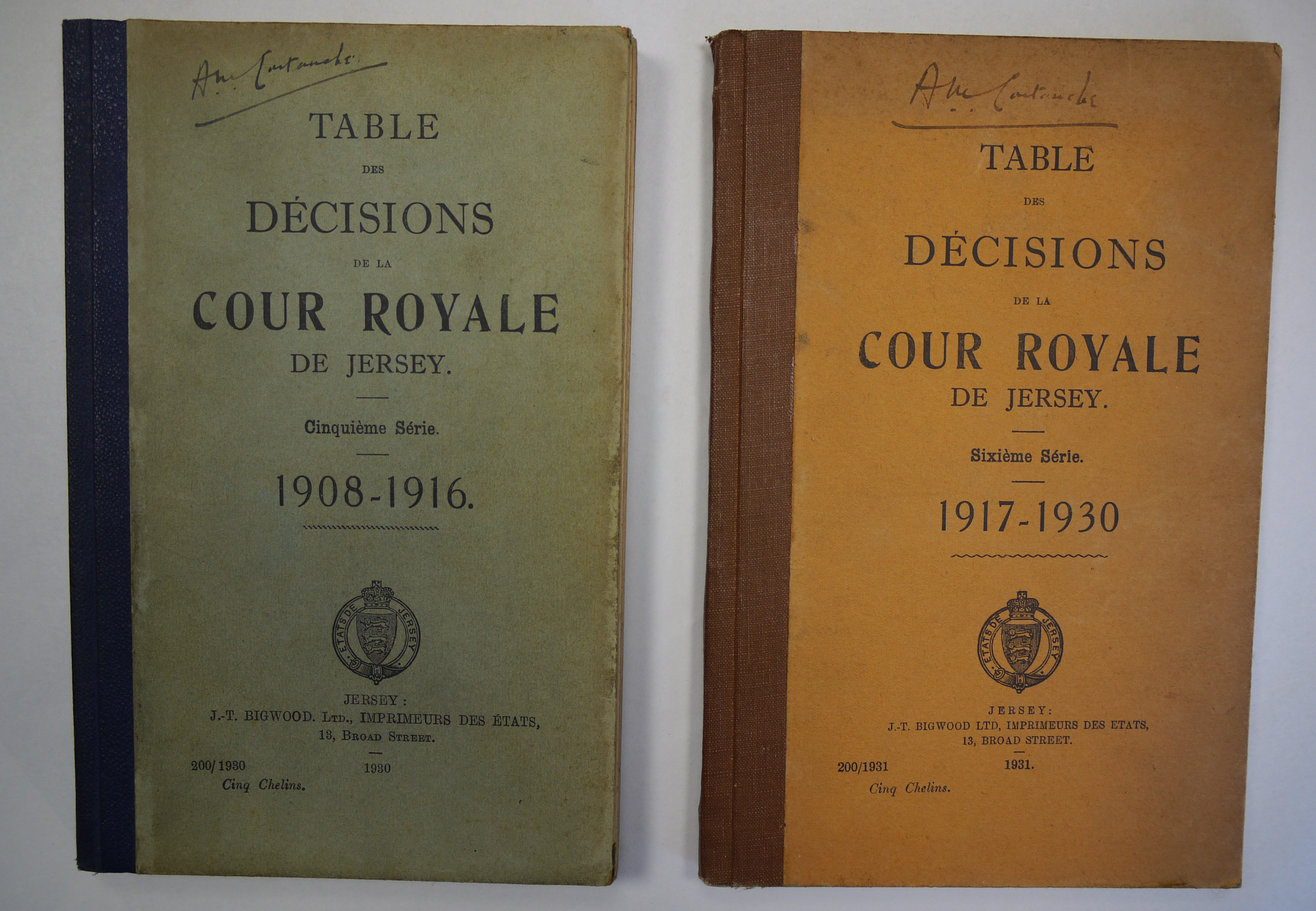
Tables de Décisions de la Cour Royal de Jersey（ジャージー国王裁判所判決一覧） 1885-1978

ジャージーの法制度は、イングランドおよびウェールズなどの英米法系法域にあるような厳格な先例拘束性原則には従っていない。。国王裁判所（Royal Court）は、法律上は自身の先行する判断には拘束されないが、一般的にはこれに従っており、例外は、かつての判断が誤ってなされたものとの確信に至った場合である。同様のアプローチは控訴裁判所（Court of Appeal）においても採用されている。もっとも、全てのジャージーの裁判所は、先行するジャージーからの上訴に関して枢密院司法委員会が判断した法的な点には拘束される。
19世紀と20世紀の間に、判決の書き方と公表の制度について一連の改善がなされてきた。1885年には国王裁判所はTables des Décisions de la Cour Royal de Jersey（ジャージー国王裁判所判決一覧）を刊行し始めた。これは判決のあった事件の件名索引であり、書記官（the Greffier）によって作成された。
1950年、C・T・ル・ケスネ勅選弁護士（C.T. Le Quesne KC）が、イングランドおよびウェールズにおけるバリスター業務を辞してジャージーに戻り、代官代理（Lieutenant Bailiff）に任じられた。この時点まで、国王裁判所の判決は、フランスのjugements motivés様式により、フランス語で、裁判官ではなく書記官（Greffier）により書かれており、さらに、裁判所の判断の理由についてはごく簡潔にしか書かれていなかった。ル・ケスネは判決の言語を英語に変更し、コモン・ローの判決様式を採用し、この様式により、裁判官は、弁護士が法廷において戦わせた議論を認めまたは認めなかった詳細な理由を述べることとなった。1950年と1984年との間には、国王裁判所は、Jersey Judgmentsという題する同裁判所および控訴裁判所の判例集のシリーズ（全11巻）を公刊した。1984年からは、判決はJersey Law Reportsと題する新たなシリーズの判例集によって公刊されている。
2004年、ジャージー法律情報板（JLIB)が、「情報技術を通じた、またはその他の手段による、成文法および法的手続の公衆に対するアクセシビリティならびに統合された効率的な法制度」を推進するため、設置された。国王裁判所および控訴裁判所の判決は、www.jerseylaw.jeにおいてオンラインで公開されており、フリー・アクセス・ツー・ロー運動の一環として判例集未掲載の判決にもアクセス可能である。

## 司法
ジャージーの司法府の長は代官（Bailiff）であり、代官は、裁判長としての司法的機能を果たすだけでなく、ジャージー議会の議長（President）でもあり、さらに、一定の市民的、儀礼的かつ執行的機能も有している。代官の機能は副代官（Deputy Bailiiff）によって行使されることもある。

### 裁判官選任手続
代官および副代官の地位は勅任官であり、形式上は女王陛下が英国政府の司法大臣（the Secretary of State for Justice）の助言を受けて選任する。 

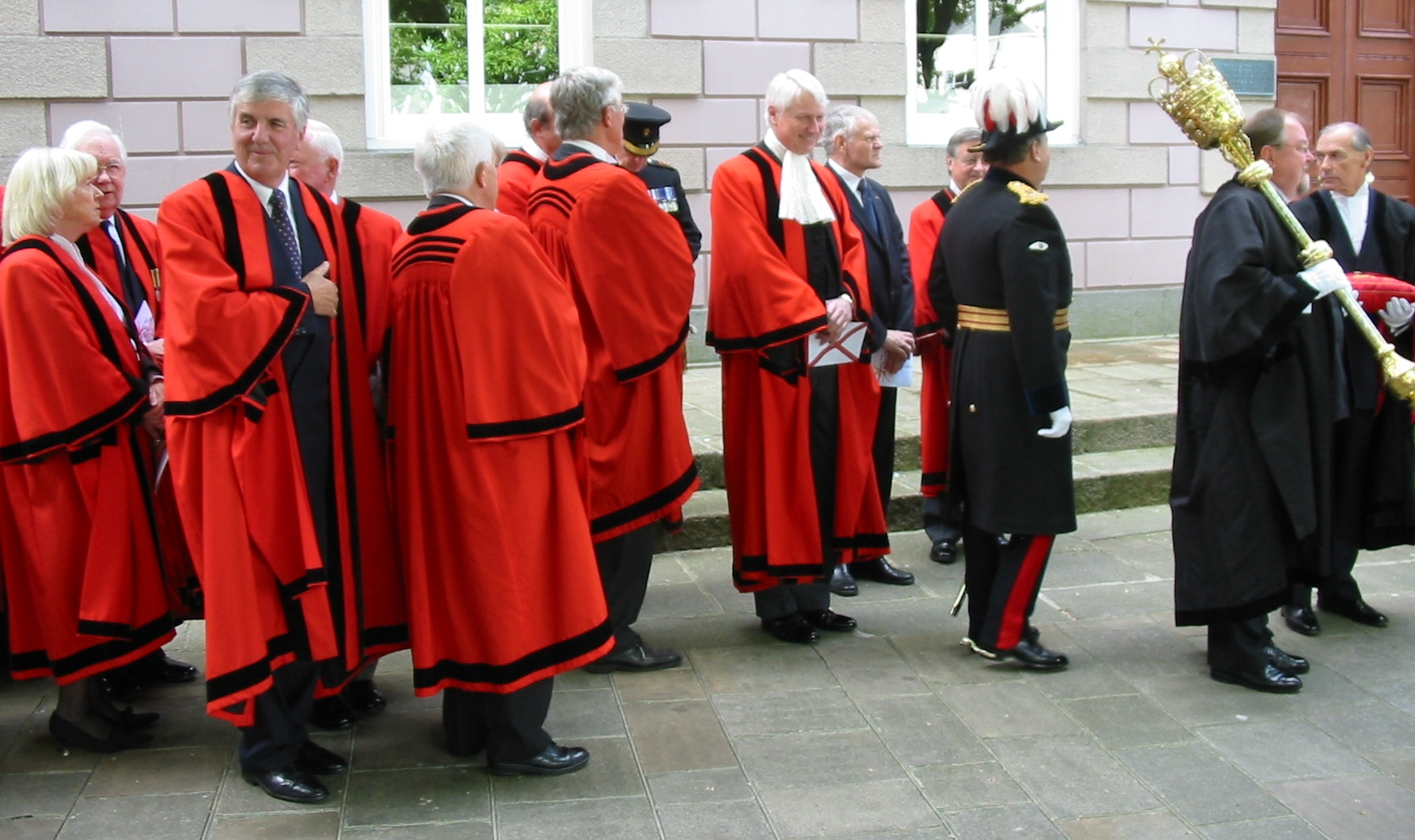
代官と終身治安判事ら（2009年、国王裁判所外）

この選任手続は近年進展をみたが、立法上の根拠があったわけではなく、副代官（Deputy Bailiiff）、法務総裁（Attorney General）および法務次官（Solicitor General）に欠員が生じたためである。この手続においては、代官（現任）、上席終身治安判事（Jurat）およびジャージー選任委員会（Jersey Appointments Commission）議長から構成される選出委員会により、候補者の公告と選抜候補者名簿の作成がなされる。その後、協議手続が行われるが、これに関わるのは、終身治安判事（Jurat）、 議会協議委員会（States Consultative Panel）（首席大臣（Chief Minister）を含む。）、議会（the States）の数多くの被選挙議員、上級の弁護士ら（法廷弁護士会会長（Bâtonnier）、法律協会（the Law Society）会長、ジャージー法律協会（Law Society of Jersey）前会長、事務弁護士会（Chambre des Ecrivains）会長）、その他の国王大官（Crown Officers）および国王裁判所の現地の委員（Commissioners）である。選抜候補者名簿上の全ての候補者は選出委員会より面接を受ける。その後、1人の名前が副知事（the Lieutenant Governor）から司法大臣（the Secretary of State for Justice）に送付されることとなる。
この手続は代官職の選任については用いられたことはない。その理由は、「大臣は、副代官の地位は、代官の地位のための訓練の場であること、そして、したがって、全ての条件が同じである限り、皆の満足のいくように遂行したのであれば昇進を期待できることを認めた」ためである。
終身治安判事（Jurat）を選挙する選挙人団は、代官、終身治安判事、行政教区長（Connétables）、議会の被選挙議員、法廷弁護士(Advocates）および国王裁判所付事務弁護士護士（Solicitors of the Royal Court）から構成される。投票は、秘密投票である。
国王裁判所の委員（Commissioners）は、特定の原因もしくは事項または特定の開廷期のために、代官により選任される。
代官は、治安判事（the Magistrate）および治安判事補（the Assistant Magistrate）（常勤かつ有給の地位）ならびに非常勤の臨時治安判事（Relief Magistrates）（日々無償で任務を遂行する法律実務家） を選任する。現在では、有償の選任については代官が助言を得るための委員会を招集するのが通常である。

### 解任
代官（the Bailiff）、副代官（Deputy Bailiff）およびジャージー控訴裁判所（Jersey Court of Appeal）の構成員は、「品行方正である限りその職にある」。イングランドおよびウェールズにおける勅任の上級の裁判官は議会の両院の同意がある場合にのみ解任され得るが、連合王国の司法大臣（Secretary of State for Justice）はジャージー議会（the States of Jersey）の同意を得ずにジャージーの勅任の裁判官を解任することができる。これは1992年に起きており、当時のヴェルノン・トーム（Vernon Tomes）副代官が内務大臣（Home Secretary）（当時王室属領を担当していた英国の大臣）により、判決書の作成の遅延を理由に、その職から解任された。
終身治安判事（Jurats)の定年は72歳である。終身治安判事であって、「当該裁判所の意見において、身体もしくは精神の故障またはその他の理由により、その職の任務を効率的に遂行することが恒久的にできない者は、当該裁判所により辞任を求められ得る」。辞任を拒絶した終身治安判事は、国王裁判所（the Royal Court）の多数（the Superior Number）（代官および5名以上の終身治安判事）の申請により、枢密院における女王陛下の命令（Order of Her Majesty in Council）によって解任され得る。
代官は、彼が「適切と思う」ときは、「無能または不品行を理由として委員の選任を終了させることができる」。
治安判事は、勅任ではなく代官により選任されるが、枢密院における女王陛下の命令なしには（qu’en vertu d’un Ordre de Sa Majesté en Conseil）解任され得ない。2008年6月には、首席大臣（the Chief Minister）が、ジャージー議会に対し通知したところによると、指名治安判事（the Magistrate-Designate）（イアン・クリスマス（Ian Christmas）氏）は詐欺容疑による犯罪捜査を受けた結果、前代官との協議を経て、裁判官の席を去ることに合意」した。

### ジャージーにおける司法権の独立

#### 行動規範
ジャーニーにおける全ての裁判官は、 ジャージー司法協会（Jersey Judicial Association）が2007年に公表した行動規範によって拘束される。同行動規範により、裁判官は「司法の高潔性および独立性を守り、適性、勤勉および献身をもってその任務を遂行する」ことが求められる。

#### 欧州人権条約6条
ジャージーにおける全ての裁判所は、欧州人権条約6条に基づき、「独立かつ不偏」であることが求められる。2000年には、欧州人権裁判所は「マッゴネル対連合王国（McGonnell v United Kingdom）」事件において、ガーンジーにおいて、代官または副代官が、法律案についての審議が行われたガーンジー議会（States of Guernsey）の議長（President）を務め、かつ、続いて、ガーンジー国王裁判所（Royal Court of Guernsey）において当該制定法が関係する事件について裁判官を務めることは、6条違反であるとの判断を下した。同裁判所は、当該代官が「主観的に偏向があった」ことを示唆するものはないとしつつ、このことが起きたという「事実のみ」で当該代官の不偏性に疑義を抱くに足りる旨を述べた。ジャージーにおける代官および副代官は、「マッゴネル」判決のような状況を回避するためには、単に、ジャージー議会（the States of Jersey）の議長を務めた際に審議がなされた制定法に関わる事件においては国王裁判所（the Royal Court）において裁判官を務めなければよい。現代官であるマイケル・バート（Michael Birt） 氏は、「我々はおそらく、我々の制度を改善し、『マッゴネル』判決にきっちりと遵うようにする必要がある」こと、および「誰かが私が議長を務めた制定法の連続する一覧を作成し続け、少なくとも、私が両当事者を呼んで異議を述べるつもりがあるか否かを検討させることができるようにすべきであろうこと」を認めた。ジャージー議会により設置されたカースウェル卿（Lord Carswell）を議長としてなされた近時の調査においては、ラビンダー・シング勅選弁護士（Rabinder Singh QC）から法律意見を得たが、そこでは同弁護士は「代官に関する現在の憲法上の取決めを変更すべき法的な理由はない。しかしながら、この趨勢が示唆するのは、歴史の潮流は改革に向かっていることと、その法的立場は10年以内に異なるものとなるであろうことである」との見解を表明したカースウェル卿の調査の報告書は、シング氏の意見は「代官が議会の議長をやめるべき追加的な理由を提供する」ものと結論づけている。ジャージー議会は、カースウェル報告書のこの側面は受入れていない。島の多くの名士は、いかなる変化も必要でも望ましくもないと確信している。

#### ステュアート・スヴレット訴訟
近時、議会の議員であったステュアート・スヴレット（Stuart Syvret）は、イングランドおよびジャージーにおける法的手続において、ジャージーの司法府の全ての構成員は独立性および不偏性の外観を欠いている旨を論じた。2009年3月、ロンドンの高等法院（the High Court）は、彼に対して、ジャック・ストロー（Jack Straw）内務大臣（Home Secretary）に対する司法審査の開始許諾を拒絶した。ジャージーにおいては、連続して法的手続が行われたが、それは、データ保護に関する罪についての刑事訴追によるもの（彼は以前の看護婦を自身のブログで名指しし、その看護婦が患者を殺害する罪を犯した旨を述べた。）、当該刑事事件に関する司法審査および上訴、ならびに別件の民事訴訟（スヴレットが健康を理由に大臣職を解任されたことに関して同僚政治家および司法官ら（Law Officers）を訴えたもの）であった。スヴレットは、彼はジャージー島において公正な審理を受けることができず、そこでは独立性および不偏性の外観が欠けていたと論じ、その理由として、裁判官は代官によって選任され、その他の裁判官も代官と共に社交行事に出席していることを挙げた。独立性および不偏性を欠くとのスヴレットの議論は、2009年および2011年の数多くの機会において、ジャージーの国王裁判所および控訴裁判所によって拒絶された。

## ジャージーの法曹

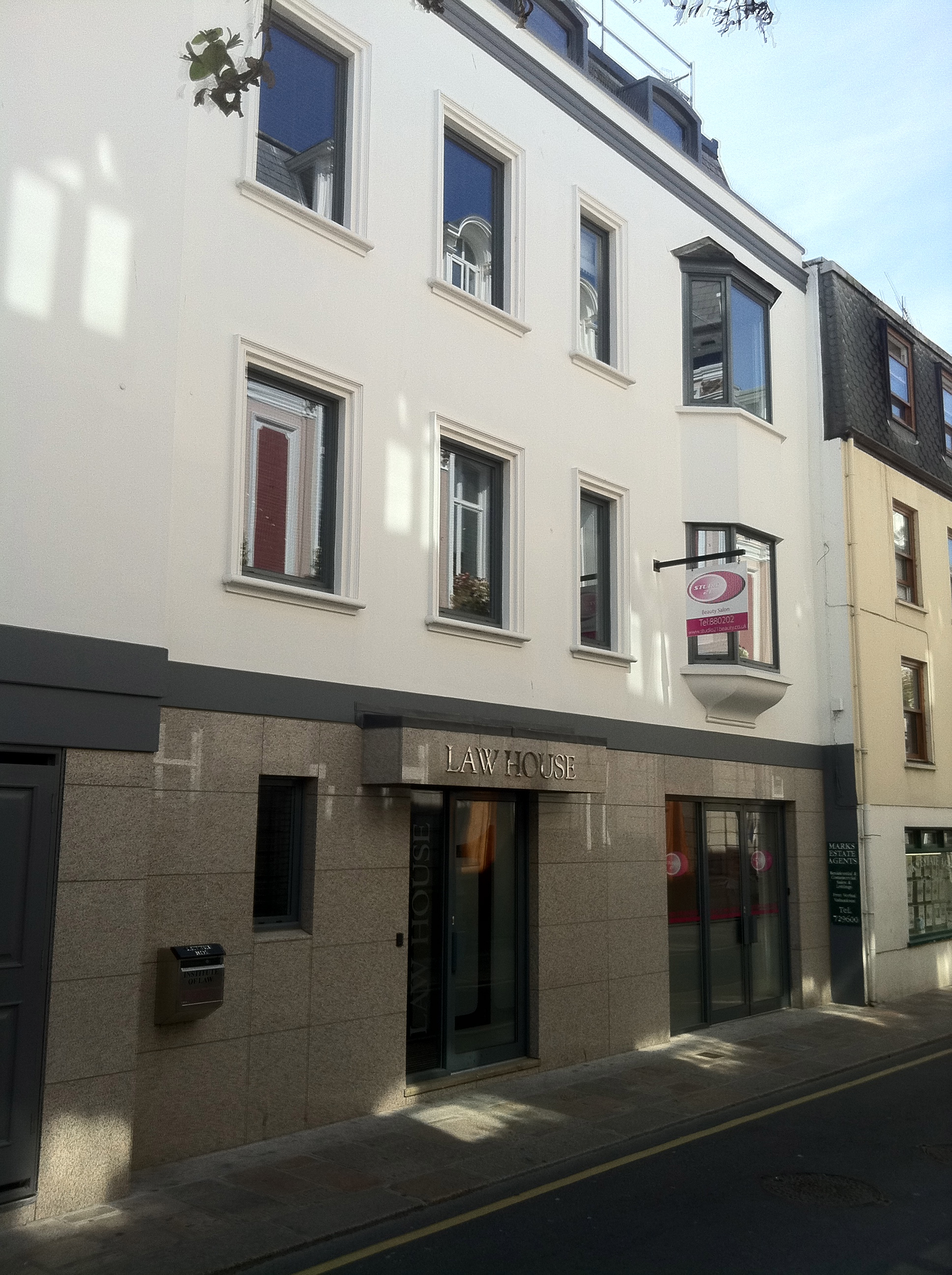
法律研究所（Institute of Law）（ Seale Street, St Helier所在）

ジャージーの法曹としては、ジャージーにおいて資格を有する2種類の弁護士がある。  法廷弁護士（Advocates）はあらゆる裁判所において依頼者を代理して弁論する権利を有する。ジャージーの事務弁護士（solicitors）は、一般の弁論権を有しない。ジャージー法律協会（the Law Society of Jerseyは職業的行為について責任を負う職業団体である。
法律事務所によってはジャージーの金融業に関する法務を専門としており、大手事務所としては、アップルビー（Appleby）、ベデル・クリスティン（Bedell Cristin）、キャリー・オルセン（Carey Olsen）、ムーラン・オザンヌ（Mourant Ozannes）およびオジエ（Ogier）があるが、これらはいずれも「オフショア・マジック・サークル（offshore magic circle）」の一員である。より小規模な事務所（個人事務所を含む。）は幅広い法律事務をも提供している。いくつかの法律事務所は、ジャージーとガーンジーの双方に事務所を有するが、両島の法曹は別のものである。
国王法務官（the Law Officers of the Crown）は刑事訴追業務ならびに国王、大臣およびジャージー議会の他の議員への法的助言の提供について責任を負う。法務総裁（Attorney General）およびその次官である法務次官（Solicitor General）は、議会の無議決権議員である。
ジャージーの弁護士資格を得るための過程は、1977年法廷弁護士および事務弁護士（ジャージー）法（the Advocates and Solicitors (Jersey) Law 1997）によって規律されているが、法廷弁護士も事務弁護士も似た過程を経る。2009年以降、ジャージー法試験の志願者は、ジャージー法律研究所（the Institute of Law, Jersey）の運営するジャージー法課程（the Jersey Law Course）に登録することが求められている。。彼らは、5科目の必須試験を受けることが求められる。すなわち、(i)ジャージーの法制度・憲法、(ii)契約法・動産担保・破産法、(iii)遺言・無遺言相続、(iv)不動産・不動産譲渡法、(v)民刑事手続である。さらに、志願者は3つの選択試験から1つを選ばなければならない。すなわち、(i)会社法、(ii)信託法または(iii)家族法である。

## 法律扶助
ジャージーには公的資金による法律扶助制度は存在しないが、ジャージー議会（States of Jersey）は、重大な刑事裁判および子供に関する事件については、その裁量により弁護人報酬を支払うことができる。ジャージーの弁護士は、実務を初めてから15年は、十分な資金のない人々がジャージー等の裁判所における民刑事事件について提訴したり防御したりすることを妨げられないことを可能な限り確保するための弁護士により組織される仕組みに参加しなければならない。この仕組みは法廷弁護士会会長（Bâtonnier）によって管理されている。法廷弁護士会会長によって認められた事件は、'Tour de Rôle'で（すなわち当番制で）弁護士に割り当てられる資格がある。訴訟当事者の所得と資産に応じて、弁護士は、プロ・ボノか、または公表された指針に基づく合理的な報酬で働くこととなる。法律扶助事件を割り当てられた弁護士は、他の弁護士に有償で当該事件処理を任せることができ、いくつかの法律事務所は法律扶助専門部門を設置している。現在のこの制度については、数多くの長きにわたる改革の要望がある。

## 法制度改革
ジャージー法律委員会（the Jersey Law Commission）が1996年にジャージー議会（the States of Jersey）により設置され、継続してジャージー法を精査し法制度改革への提案を行うこととされている。